# Catharina Svensson
Catharina Svensson coniugata Brink (Copenaghen, 24 luglio 1982) è una modella danese, vincitrice del concorso Miss Terra 2001.

## Biografia
La Svensson è stata incoronata prima Miss Terra nella storia del concorso il 28 ottobre 2001 a Quezon nelle Filippine. Per la Svensson si trattava della prima esperienza in un concorso di bellezza, dato che era arrivata lì soltanto perché indicata dall'organizzatore di Miss Danimarca. Per la Danimarca si è trattata della prima vittoria presso un concorso di bellezza internazionale.
Nell'ottobre 2005, Catharina Svensson è tornata nelle Filippine per far parte della giuria di Miss Terra 2005, quinta edizione del concorso, vinto quell'anno dalla Miss Venezuela, Alexandra Braun Waldeck. Il 6 ottobre 2007 la modella ha sposato Jan Brink, campione di dressage svedese per sette anni di seguito, ed insieme a lui si è trasferita a vivere in Svezia. Dopo l'anno di regno, Svensson ha ripreso a studiare, ottenendo la laurea in giurisprudenza. Attualmente lavora sia come modella che come avvocato.